# Schloss Nordeck

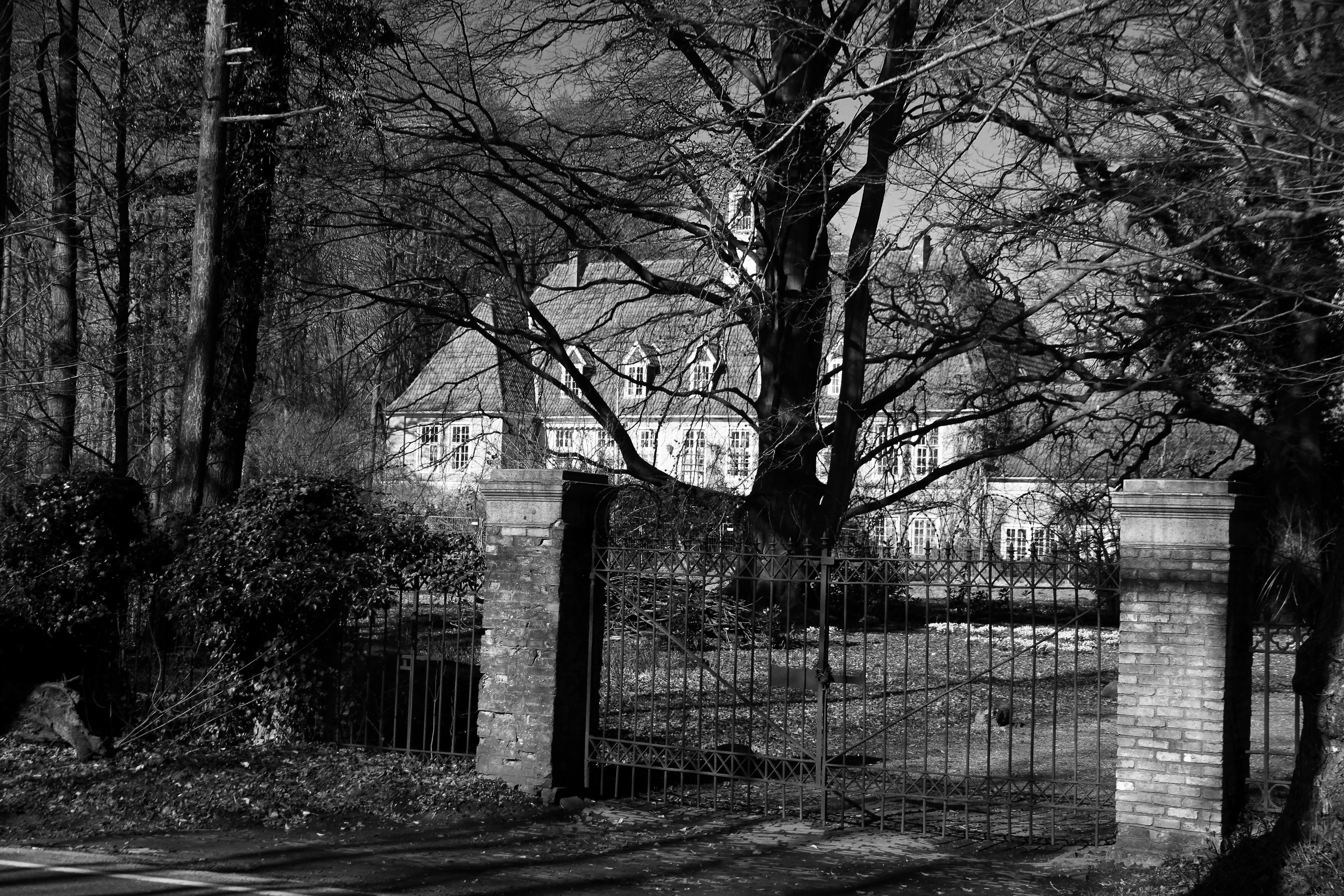
Schloss Nordeck

Schloss Nordeck ist ein schlossartiges Anwesen im Ortsteil Berum der ostfriesischen Gemeinde Hage im Landkreis Aurich in Niedersachsen. Der Gutsbesitzer und Branntweinbrenner Edo Friedrich Peterssen ließ es in den Jahren 1868/69 im Stil des Historismus auf seinen Ländereien errichten. Peterssen lebte bis zu seinem Tode im Jahr 1900 als Junggeselle auf dem Anwesen.
Der Name des Herrenhauses ist eine romantisch geprägte neuzeitliche Schöpfung nach dem Muster mittelalterlicher Burgnamen.
Die großen Wanddekorationen im Inneren des Gebäudes schuf Arthur Fitger, der auf Vermittlung des befreundeten Marschendichters Hermann Allmers nach Ostfriesland kam. Am 18. Mai 1949 brannte das Schloss bis auf die Grundmauern nieder. Ein durch den Schornstein gezogener Dachbalken hatte sich entzündet und den Brand verursacht. Das Gebäude wurde anschließend in veränderter Form wieder aufgebaut. Es befindet sich in Privatbesitz und kann nicht besichtigt werden.
Zum Anwesen gehören neben dem Herrenhaus ein unmittelbar anliegender Park, das Mausoleum, ein Forsthaus, eine Orangerie sowie ausgedehnte Wald- und Forstflächen.